# دیک آنتونی ویلیامز
دیک آنتونی ویلیامز (انگلیسی: Dick Anthony Williams; ۹ اوت ۱۹۳۴ – ۱۶ فوریهٔ ۲۰۱۲) یک بازیگر سینما اهل ایالات متحده آمریکا بود.
از فیلم‌ها یا برنامه‌های تلویزیونی که وی در آن نقش داشته‌است می‌توان به ادوارد دست‌قیچی، بهترین بلوز و احمق اشاره کرد.